# Santo Antônio das Missões
Santo Antônio das Missões est une municipalité brésilienne située dans l'État du Rio Grande do Sul.